# Апостольские мужи
Апо́стольские мужи́ (греч. Αποστολικοί Πατέρες — «апо́стольские отцы́») — авторы ряда раннехристианских текстов второй половины I и II веков.
Наименование «апостольские мужи» призвано продемонстрировать их прямую связь с апостолами, которых многие из апостольских мужей знали лично. Термин появился лишь в XVII веке и обычно связывается с именем патролога Котелериуса, издавшего в 1672 году под названием лат. Patres aevi apostolici писания Варнавы, Климента Римского, Ермы, Игнатия и Поликарпа.
Сочинения апостольских мужей показывают отношение раннехристианской церкви к иудаизму и язычеству, содержат сведения о богослужениях и таинствах древней церкви, а также о жизни христианской общины того времени. Труды мужей апостольских были составлены на греческом языке (койне), а затем переведены на латинский, сирский, коптский, эфиопский, армянский и прочие.
К числу апостольских мужей относят:
- апостола Варнаву;
- Климента Римского;
- Дионисия Ареопагита;
- Игнатия Антиохийского (Богоносца);
- Поликарпа Смирнского;
- Папия Иерапольского;
- Ерму.

К трудам апостольских мужей относятся также различно атрибутируемые сочинения «Дидахе» и «Пастырь» Ермы.
Дошедшие до нас отрывки из сочинения Папия, ученика апостола Иоанна, несомненно подлинны; сочинения же остальных критика подвергает бо́льшему или меньшему сомнению. Послание Варнавы ныне не считается принадлежащим перу этого автора; из сочинений Климента Римского признают подлинным только его Первое послание к коринфянам. Сочинение Ермы «Пастырь» приписывают не тому автору, о котором говорит апостол Павел (Рим. 16:14). Оспаривают также послание Поликарпа Смирнского к финикийцам и послания Игнатия Антиохийского. Напротив, некоторые из патрологов защищают их подлинность.
Как бы то ни было, сочинения эти очень важны для изучения древнейшей истории христианства.